# 5513 Yukio
5513 Yukio è un asteroide della fascia principale. Scoperto nel 1988, presenta un'orbita caratterizzata da un semiasse maggiore pari a 2,2114065 UA e da un'eccentricità di 0,0549976, inclinata di 1,66028° rispetto all'eclittica.
L'asteroide è dedicato all'astrofilo giapponese Hasegawa Yukio.